# Große Sandwüste (Australien)

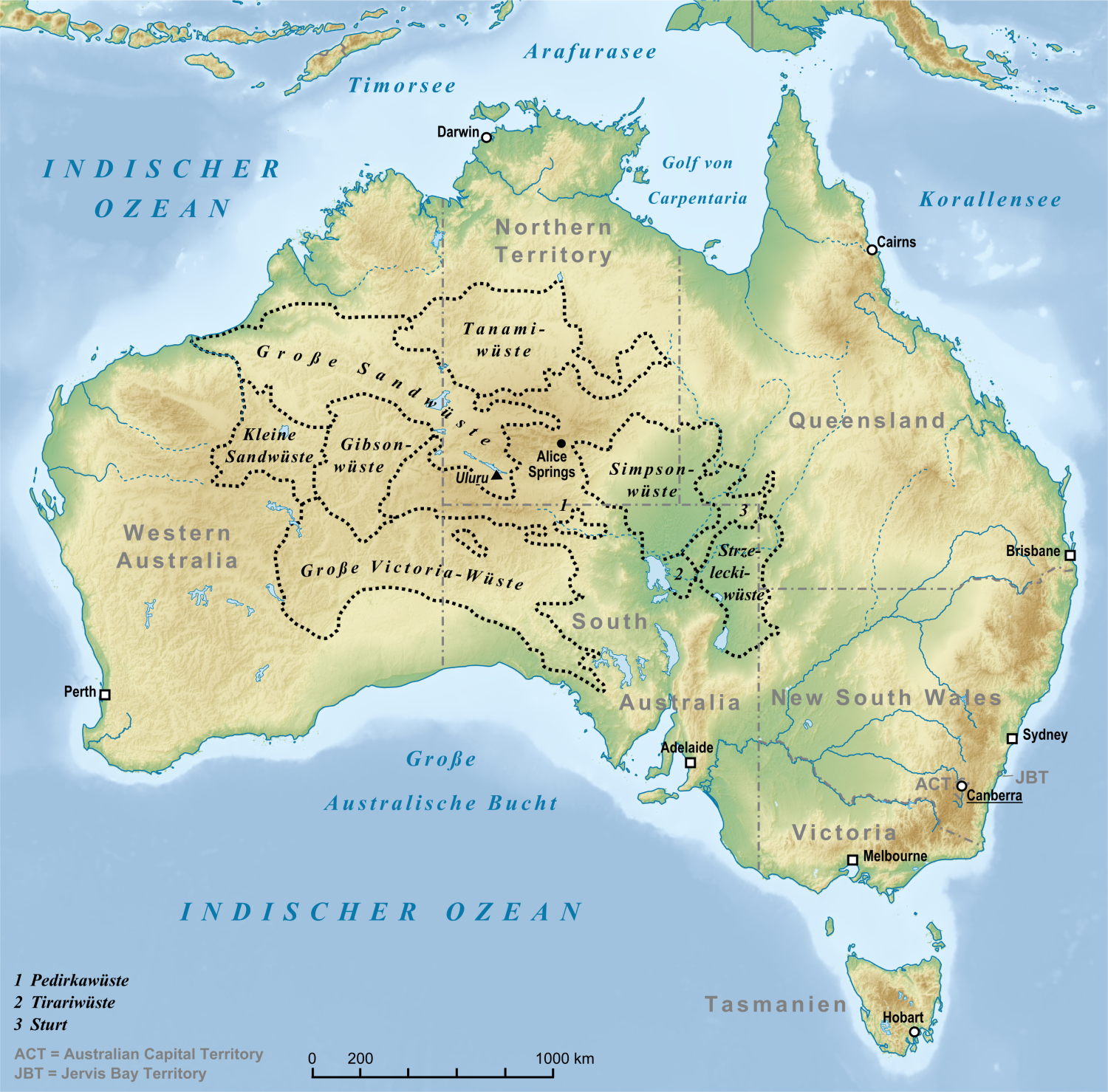
Australische Wüsten

Die Große Sandwüste (engl. Great Sandy Desert) ist eine australische Wüste im Nordwesten des Kontinents, welche sich mit einer Fläche von 267.250 km² vom Nordosten des Bundesstaates Western Australia bis in den Südwesten des Northern Territory erstreckt. Sie ist sehr dünn besiedelt und weist keine größeren Ansiedlungen außer um die Telfer Mine und das Tourismusgebiet Yulara nahe dem Uluṟu auf. Sie stellt ein Flachland zwischen den Gebirgszügen des Pilbara und der Kimberley-Berge dar. Im Nordosten schließt sich ihr die Tanamiwüste, im Süden die Gibsonwüste und im Südwesten die Kleine Sandwüste an. 

## Entdeckungsgeschichte
Der erste Europäer, der diese Wüste durchquerte, war Peter Warburton. Er verließ Alice Springs im April 1873 und kam im Januar 1874, schwer von Erschöpfung gekennzeichnet und auf einem Auge erblindet, an der Küste von Western Australia an der De Grey Station an. Er verdankte sein Überleben Charley, einem Aborigines Tracker.

## Aborigines
In der Großen Sandwüste lebten vor der europäische Kolonisation die Aborigines nomadisch als Jäger und Sammler, die Bestandteil des Kulturareal Western Desert ist. In dieser Wüste leben die Aborigines der Martu im Westen und die Pintupi im Osten.
Die geologischen Formationen Uluṟu und Kata Tjuṯa waren spirituell und zeremoniell sehr wichtig für die Aborigines: Dort gibt es mehr als 40 von ihnen benannte geheiligte Stätten und 11 verschiedene Songlines aus der Traumzeit. Einige dieser Songlines führen bis an die Meere in allen Richtungen.
Bedeutende Aborigines-Siedlungen befinden sich in Warburton in Western Australia an der Grenze von Großer Sandwüste und Gibsonwüste und in Papunya im Northern Territory. Die Siedlungen in der Wüste beherbergen bedeutende Aborigines-Künstler.
1964 wurde im Vorfeld von militärischen Raketentest für die Blue-Streak-Rakete ein Zielgebiet in der Great Sandy Desert von zwei Weißen nach Menschen abgesucht. Dabei kam es zu einer Begegnung mit 20 Aborigines-Frauen der Martu, die noch nie einen Weißen gesehen hatten. Diese Begegnung ist im Jahr 2009 in dem Dokumentarfilm Contact verfilmt worden.

## Geologie
Unterhalb der roten Sanddünen der Wüste erstrecken sich die flachliegenden Sediment-Felsen der  Canning-, Amadeus- und Ngalia-Sedimentbecken. Die Landschaft ist geprägt von Sandebenen und -dünen. In Western Australia erstrecken sich die bis zu hundert Kilometer langen Dünen in nordwestlicher und im Northern Territory in unterschiedlicher Richtung, die dort auch wesentlich kleiner sind.

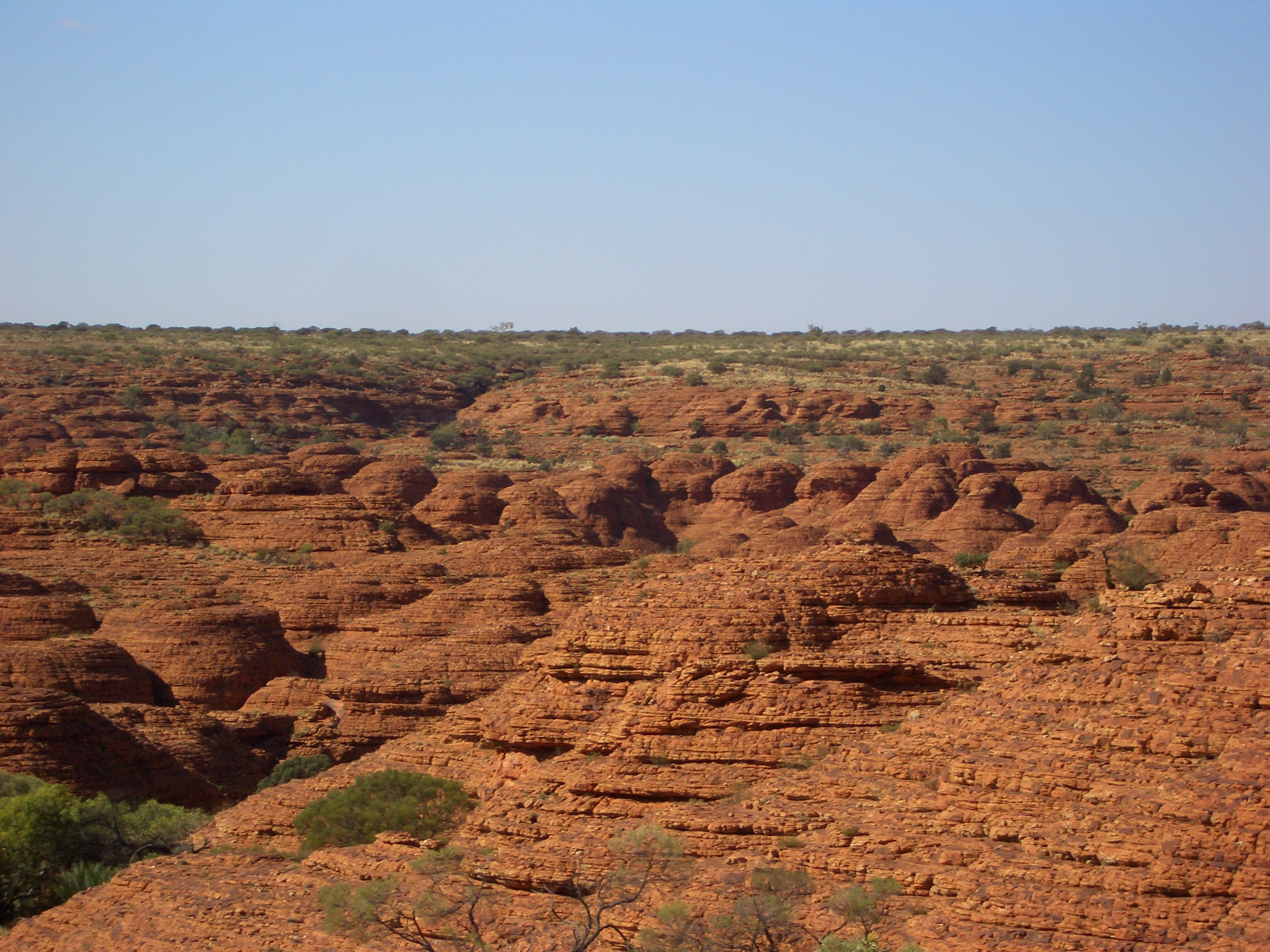
Erosionsformen, Domes genannt, in der Nähe des Kings Canyon

Aus dem Sandstein des Juras und der Kreide im Canning- und Amadeusbecken bildeten sich Sanddünen aus Quarzkörner, die aus dem Quartär stammen. Die Hänge der niederen Berge im Südosten der Wüste bestehen aus Gesteinen aus Ton und Quarz. Die Berglandschaften unterlagen starker Erosion, vor allem von stark fließendem Wasser. Dies ist heute noch am Uluṟu, Kata Tjuṯa und Kings Canyon zu erkennen. Die ephemeren Flüsse, die sich durch starke Niederschläge gebildeten, sind seit langer Zeit inaktiv und bildeten Wasserscheiden. Diese Wasserscheiden schufen die Anketell Range im Westen und das Southwest Tableland im Osten. Nördlich der Wasserscheiden floss der Sturt Creek früher durch die Wüste an der Mandora Station vorbei bis zum Eighty Mile Beach. Im Süden der Wüsten zeigen die Percival Lakes das Vorhandensein von Flüssen in der Vergangenheit. Aufschlüsse zeigen Ablagerungen und Evaporit, die Zeugen des Drainagesystems in der Wüste aus dem Paläozän sind. Der Lake Amadeus, ein Salzsee, der im Northern Territory liegt, hat heute keinen Zufluss mehr von Oberflächenwasser und wird aus Grundwasser gespeist.

## Klima
Das Klima im Norden der Wüste ist tropisch-arid und je weiter es in den Süden reicht, wird es tropisch-gemäßigt. Regen fällt nur während des Monsuns in den Sommermonaten, vor allem im Norden. Wettermessungen finden lediglich bei Yulura und Telfer statt.
Die Höchsttemperaturen des Sommers gehören zu den höchsten in Australien. So steigt das Thermometer im Norden der Wüste bis auf Durchschnittswerte von 37 bis 38 °C, im Zentralteil der Wüste sogar auf durchschnittlich 38 bis 42 °C. Während des kurzen Winters fällt die Durchschnittstemperatur auf 25 bis 30 °C. Die jährliche Niederschlagsmenge ist besonders im Bereich der Küste und nahe den Kimberleys mit rund 300 Millimetern pro Jahr gar nicht so niedrig, allerdings fällt der Regen hier sehr unregelmäßig. So kommen mehrjährige Trockenzeiten ohne einen Tropfen Regenwasser vor, die dann in einem tropischen Zyklon mit gewaltigen Wassermengen enden. Doch auch in den anderen Bereichen der Wüste liegt die jährliche Niederschlagsmenge mit etwa 250 Millimetern (ähnlich sieht es in anderen australischen Wüsten auch aus) für eine Wüstenregion relativ hoch. Ausgeglichen wird der erhöhte Regenanteil durch eine extreme Verdunstungsrate durch die Hitze.
Nahezu der gesamte Regen wird außerdem in sehr begrenzten Zeiträumen geliefert und ist dem Monsun oder gelegentlich auftretenden Zyklonen zuzuschreiben. Diese Gewitterstürme machen im Jahr einen Anteil von 20 bis 30 Tagen aus, im Bereich der Kimberley-Berge steigt der Anteil sogar auf 30 bis 40 Tage.

## Fauna und Flora
Die hohen Temperaturen und die damit verbundene extreme Verdunstungsrate ermöglicht nur das Überleben weniger Gräser. Die Wüste wird von Spinifex- und Hummock-Gras, und im Süden von niederem Baumland und Gebüschen dominiert. In feuchten Schluchten im Gebiet des Uluṟu-Kata-Tjuṯa-Nationalpark und in den Feuchtgebieten am Rudall River und am Lake Dora wachsen auch seltene Pflanzen.
In den 1980er Jahren wurden in Feldstudien des Wüstengebiets 37 Säugetiere und 178 Vogel- und 70 Reptilienarten im Gebiet des Uluṟu gezählt. An der südlichen Grenze der Uluṟu wurde Skorpion (Cercophonius squama), ein Wurmrelikt und eine Schlange  (Basedowena olgana) am Kata Tjuṯa und Mount Conner gefunden.
In der Wüste um den Uluṟu gibt es die Beutelmulle (Notoryctes typhlops), Desert Mouse (Pseudomys desertor) und den Skink (Ctenotus septenarius). Im Gebiet von Western Australia lebt der Große Kaninchennasenbeutler (Macrotis lagotis). Der Dingo (Canis lupus dingo), die Mausarten (Sminthopsis youngsoni),  Australische Hüpfmaus (Notomys alexis), Australische Scheinmaus (Pseudomys chapmani), (Pseudomys hermannsburgensis) und die Fledermaus (Chalinolobus gouldi) wurden im Rudall-River-Nationalpark gesehen. Grasschlüpfer wie (Stipiturus ruficeps) und (Amytornis striatus) kommen vor, wie auch der Glanzsittich (Neophema splendids) und der Honigfresser (Conopophila whitei). Die Große Sandwüste gilt auch als der Verbreitungsschwerpunkt des Alexandrasittichs, einer Papageienart, die stark an das Leben in ariden Regionen angepasst ist.

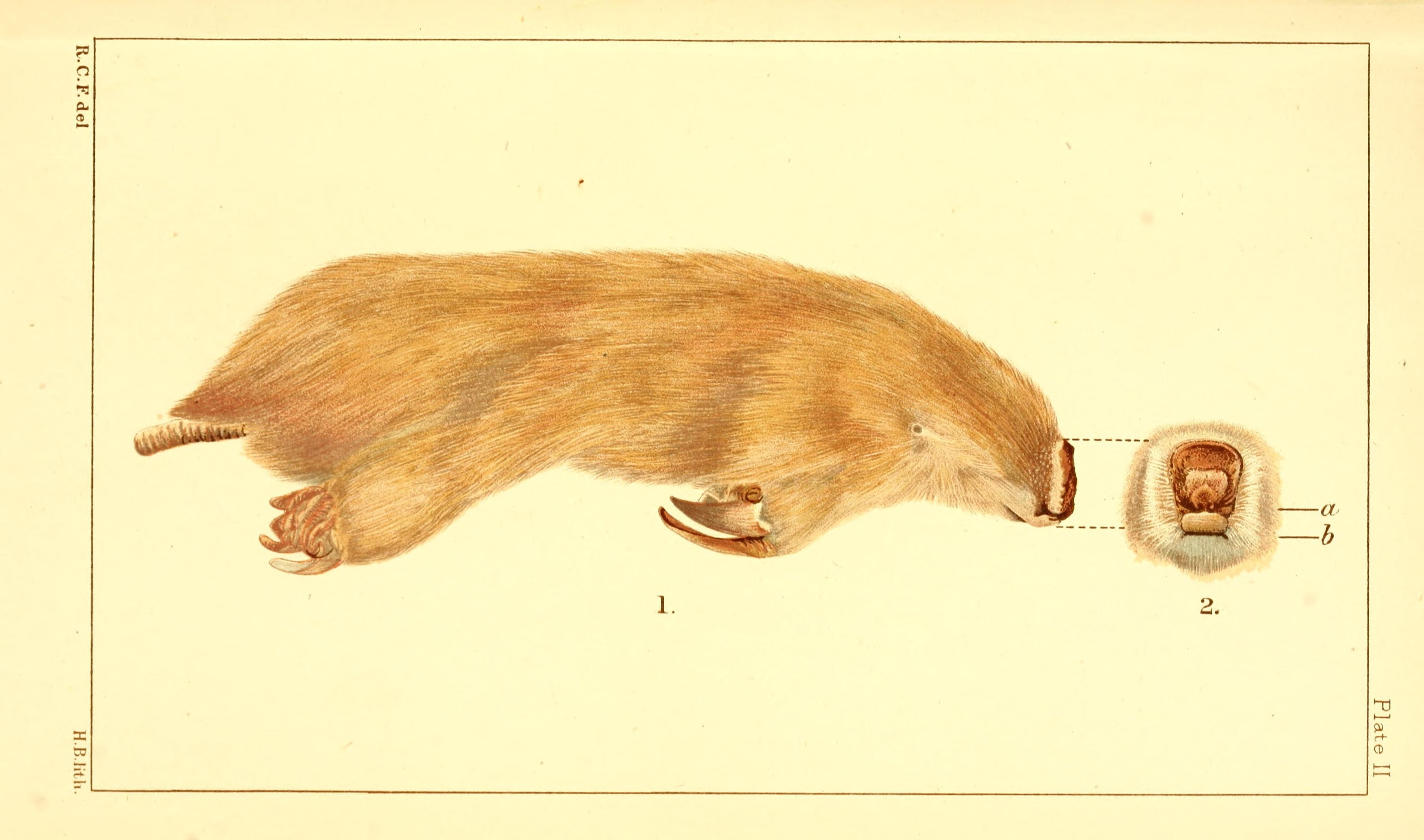
Beutelmulle
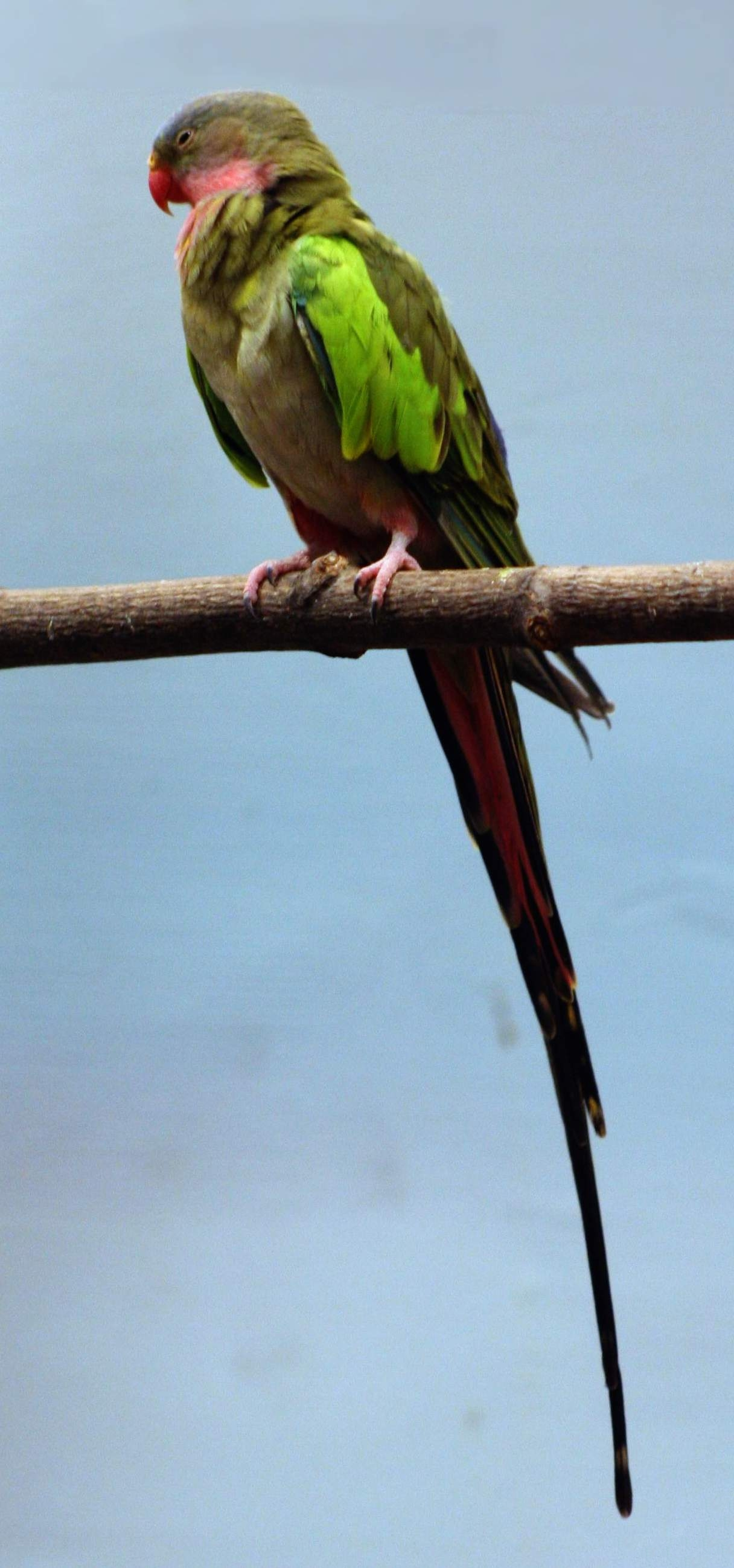
Alexandrasittich
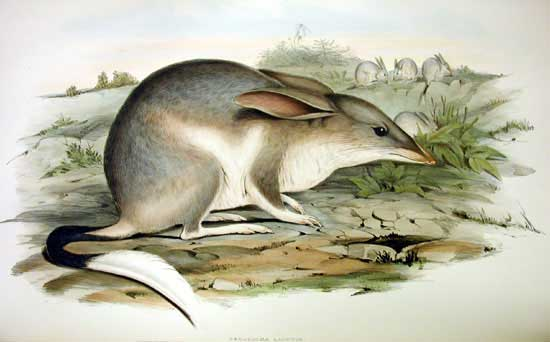
Großer Kaninchennasenbeutler
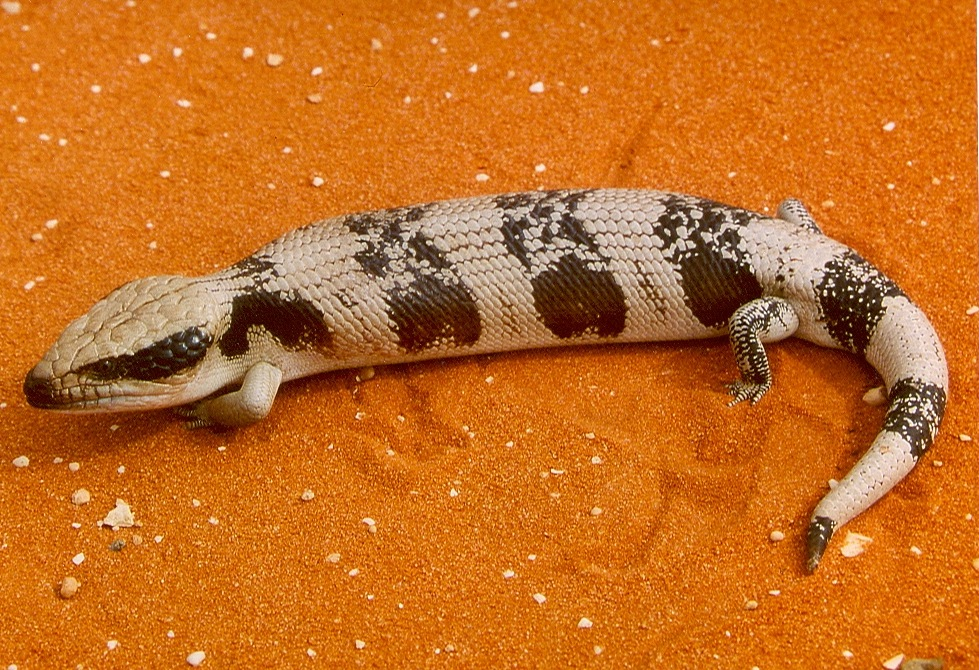
Westlicher Blauzungenskink

## Ökonomie
Wirtschaftlich bedeutend sind Bergwerke und der Tourismus. Am südöstlichen Ende der Wüste befinden sich eine große Landschaft mit Uluṟu, Kata Tjuṯa und Kings Canyon, die von zahlreichen Touristen besucht wird. Im Canningbecken werden größere Ölvorkommen vermutet. Bislang ist diese Suche allerdings bis auf kleinere Funde in 40 bis 50 Metern Tiefe erfolglos geblieben. In der Telfer Mine wird eine der größten Goldlagerstätten Australien abgebaut.
In der Wüste liegt die Nifty Mine, ein Kupferbergwerk, und die Kintyre-Uranlagerstätte südlich von Telfer, die bergbaulich nicht erschlossen ist.